# ラープ (料理)

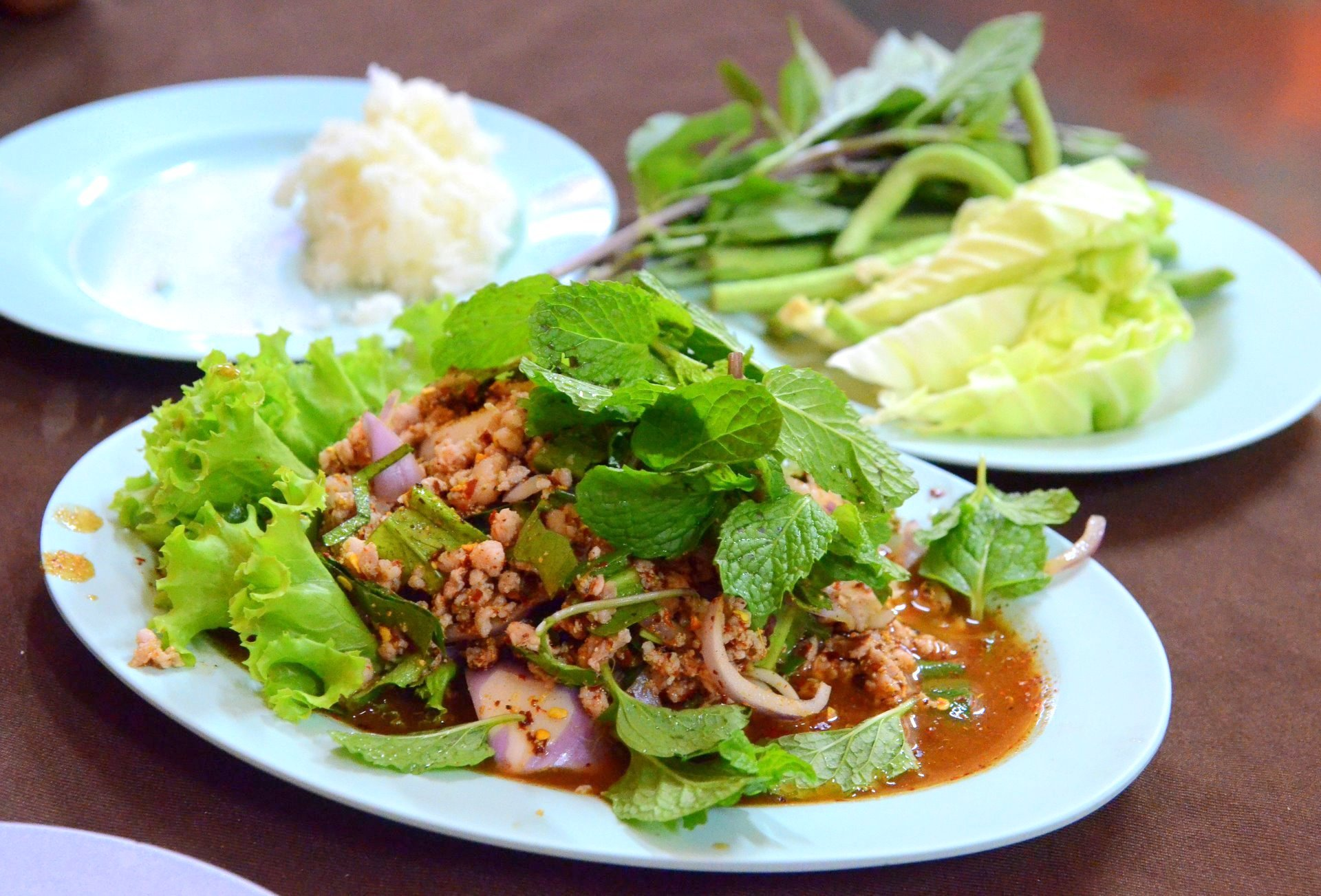
ラープ・ムー - 豚肉のラープ

ラープ（ラーオ語: ລາບ、タイ、イーサーン: ลาบ、lâːb）は肉類を使ったラオス、タイのサラダの一種。鶏、牛、豚、アヒル、七面鳥が一般的だが、魚が使われることもある。魚醤とライムで味付けられる。生、あるいは加熱した挽肉をトウガラシ、ミントやネギや細かく刻んだコブミカンの葉などの野菜類と混ぜ合わせる。荒く挽いた炒り米（カオクア|タイ語:ข้าวคั่ว）も重要である。これを常温でもち米と共に食べる。ポピュラーなメニューはヌア・ナムトック（「滝のような牛肉」という意味で、焼く際に滴り落ちる肉汁の様子から名付けられた）で、挽肉ではなく薄くスライスした牛肉を使用する。
ラープはラオスの代表的な料理で、ラオス料理の影響を強く受けたタイ東北部でも一般的である。ラオスやタイのレストランではこの肉サラダは非常にポピュラーである。
タイ北部にはライムと魚醤の代わりに他の調味料、主にスパイスなどを使用するバリエーションもある。ラープ・プラー(タイ語: ลาบปลา)は魚の挽肉とスパイスを和えた物である。またルー(タイ語: หลู้)と呼ばれるラープは、生の牛肉に血、内臓とスパイスを混ぜた物で、ビールや「ラオ・カオ」と呼ばれるドブロクと共に供される。